# Kvangmjong állomás (Phenjan)
Kvangmjong állomás (hangul: 광명역, Kvangmjong-jok, handzsa: 光明驛, RR: Kwangmyŏng-yŏk, ’Fényesség’) lezárt állomás Észak-Koreában, Phenjan Teszong-kujok (Taesŏng-kuyŏk) városrészén, a phenjani metró vonalán. 1975. szeptember 9-én adták át. 1995-ben végleg lezárták, napjainkban területén található a Kim Ir Szen (Kim Il Sung) Mauzóleum, föld alatti összeköttetésben van a Kumszuszan (Kŭmsusan) Nappalotával.
| Hjoksin vonal                               | Hjoksin vonal                                       | Hjoksin vonal                        |
| ------------------------------------------- | --------------------------------------------------- | ------------------------------------ |
| Szamhung (Samhŭng) Kvangbok (Kwangbok) felé | metróvonal (lezárt állomás, szerelvény nem áll meg) | Ragvon (Ragwŏn) Ragvon (Ragwŏn) felé |